# Pacman (Arch Linux)
Pour les articles homonymes, voir Pac-Man (homonymie).
Pacman (contraction de package-manager) est le gestionnaire de paquets officiel de la distribution Linux Arch Linux.
Pacman utilise des archives .tar.gz, .bz2 ou .xz pour ses paquets. Chacun de ces paquets contient un binaire compilé pour l'architecture i686 ou x86 64. Pacman est également capable de résoudre les dépendances et de télécharger puis installer automatiquement les paquets  nécessaires.
Pacman est un gestionnaire de paquets fiable et est facile à utiliser. Il respecte la philosophie d'Arch Linux qui est d'avoir le maximum de contrôle et d'être le plus configurable possible tout en restant simple.
La simplicité de pacman permet notamment d'empaqueter (réaliser le  paquet) une application donnée plus facilement qu'avec les systèmes deb ou rpm.
Depuis la version 3, pacman se présente sous forme d'une bibliothèque libalpm (Arch Linux Package Management) à laquelle est associée une interface utilisateur (en ligne de commande par défaut). Outre une refonte partielle du code apportant un gain de vitesse, cette évolution a pour but de simplifier les développements ultérieurs de Pacman ainsi que des éventuelles interfaces alternatives.

## Commandes de base
- pacman -Q - Affiche tous les paquets installés avec pacman ou détermine si le nom spécifié en argument est installé.
- pacman -S - Télécharge et installe le(s) paquet(s) spécifié(s) en argument.
- pacman -R - Supprime le(s) paquet(s) spécifié(s) en argument.
- pacman -U - Installe un paquet (préalablement téléchargé) dont l'emplacement est spécifié en argument.
- pacman -A, déprécié, remplacé par pacman --update - Assemble le paquet spécifié, et le met à jour. Commande souvent utilisée après avoir construit un paquet avec ABS (Arch Linux Build System).

## Commandes spécialisées
- pacman -Sy - Actualise la liste en cache des dépôts. Cette commande n'est cependant pas recommandée[3].
- pacman -Syu - Met à jour tous les paquets si une version plus récente est présente dans les dépôts.
- pacman -Sg - Affiche tous les groupes de paquets disponibles.
- pacman -Sc - Supprime tous les paquets non installés du cache.
- pacman -Si - Donne les informations du paquet en argument.
- pacman -Ss - Cherche les paquets correspondant au nom en argument.
- pacman -Rs - Supprime le(s) paquet(s) spécifié(s) en argument ainsi que toutes ses dépendances qui ne sont pas nécessaires à d'autres paquets.
- pacman -Rc - Supprime le(s) paquet(s) spécifié(s) en argument ainsi que toutes ses dépendances (y compris celles qui sont nécessaires à d'autres paquets).

## Les distributions qui utilisent ce gestionnaire de paquets
- Apricity
- Antergos
- Arch Linux
- BlackArch
- Chakra Linux
- EndeavourOS
- Frug

- alware
- KaOS
- Manjaro Linux
- Parabola GNU/Linux-libre
- Artix Linux
- AxOS[4]

## Maintien de la stabilité du système
Le système Arch Linux et ses dérivés utilisent l'approche rolling release, ce qui garantit des paquets récents et un système qui évolue constamment. Pour maintenir un système stable, il est préconisé de mettre à jour à intervalles réguliers tout en s'informant des actualités des mises à jour ainsi que de procéder à la mise à jour en ayant le temps disponible pour traiter une éventuelle intervention manuelle .